# Canton de Chartres-Sud
Le canton de Chartres-Sud est une ancienne division administrative française située dans le département d'Eure-et-Loir, en région Centre-Val de Loire. Ce canton a existé de 1800 à 1973.
Le canton de Chartres-Sud groupait 7 communes et comptait 48 324 habitants (recensement de 2008 sans doubles comptes).

## Composition
(de 1833 à 1973)
Communes de :
- Chartres (sud)
- Barjouville
- Berchères-les-Pierres
- Corancez
- Le Coudray
- Dammarie
- Fontenay-sur-Eure
- Fresnay-le-Comte
- Gellainville
- Luisant
- Mignières
- Morancez
- Nogent-le-Phaye
- Prunay-le-Gillon
- Sours
- Thivars
- Ver-les-Chartres

## Représentation

### Conseillers généraux de 1833 à 2015
| Période | Période      | Identité                                | Étiquette              | Qualité |
| ------- | ------------ | --------------------------------------- | ---------------------- | --- |
| 1833    | 1848         | Charles-Henri Chasles (1772-1853)       | Majorité ministérielle | Marchand de bois Conseiller municipal de Chartres Président du Tribunal de commerce de Chartres                                                                             |
| 1848    | 1858 (décès) | Jacques Grandet (1790-1858)             |                        | Conseiller à la Cour de cassation |
| 1858    | 1868         | Louis Leviez-Huet (1824-1897)           |                        | Banquier, Sous-Gouverneur du Crédit foncier de France Président du Tribunal de commerce de Chartres                                                                         |
| 1868    | 1871         | Ferdinand Jumeau                        | Républicain            | Cultivateur - Sénateur d'Eure-et-Loir (1885) |
| 1871    | 1880         | Daniel Boutet (1819-1891)               | Républicain            | Vétérinaire Maire de Chartres (1884-1892) |
| 1880    | 1886         | Gabriel Maunoury                        | Droite                 | Docteur en médecine, chirurgien |
| 1886    | 1908 (décès) | Henri-Paul-Octave Bourgeois (1839-1908) | Rad.                   | Adjoint au maire de Chartres |
| 1909    | 1926 (décès) | Gabriel Maunoury                        | Droite                 | Médecin Député d'Eure-et-Loir (1912-1924) |
| 1926    | 1934         | André-Léon Ballay (1874-1942)           | URD                    | Agriculteur Maire de Fontenay-sur-Eure |
| 1934    | 1940         | Jacques Gautron                         | Rad.ind.-URD           | Agriculteur Maire de Sours (1926-1971), conseiller d'arrondissement Sénateur d'Eure-et-Loir (1939-1945) Nommé membre de la Commission administrative départementale en 1941 |
|         |              |                                         |                        | |
| 1945    | 1949         | Charles Brune                           | Rad.                   | Vétérinaire Sénateur d'Eure-et-Loir (1946-1956) Ministre des PTT, puis de l'Intérieur (1950-1953) Ancien conseiller municipal de Chartres                                   |
| 1949    | 1962 (décès) | Maurice Fredet                          | RPF puis CNIP          | Chirurgien Conseiller municipal de Chartres Député d'Eure-et-Loir (1946-1955)                                                                                               |
| 1962    | 1967         | Joseph Pichard                          | CD                     | Avocat Maire de Chartres (1955-1966) |
| 1967    | 1973         | Marcel Gaujard (1895-1975)              | SE                     | Maire de Chartres (1966-1975) |

### Conseillers d'arrondissement (de 1833 à 1940)
Le canton de Chartres Sud avait deux conseillers d'arrondissement jusqu'en 1925.
| Période                                  | Période | Identité                                      | Étiquette    | Qualité |
| ---------------------------------------- | ------- | --------------------------------------------- | ------------ | --- |
| 1833                                     | 1845    | Philippe Saturnin Garnier-Girault (1776-1844) |              | Marchand de grain à Chartres                                                                                |
| 1833                                     | 1848    | Louis Auguste Isambert (1785-1871)            |              | Cultivateur, maire de Sours                                                                                 |
|                                          |         |                                               |              | |
| 1907                                     | 1931    | Édouard Laurent                               | Radical      | Ancien entrepreneur, Chartres                                                                               |
| 1913                                     | 1925    | Édouard Leboucq                               | RG           | Cultivateur, maire de Berchères-les-Pierres                                                                 |
|                                          |         |                                               |              | |
| 1931                                     | 1934    | Jacques Gautron                               | Rad.ind.-URD | Agriculteur, maire de Sours                                                                                 |
| 1934                                     | 1940    | Henri Huveau (1892-1972)                      | Droite       | Cultivateur à Chartres                                                                                      |
| 1937                                     | 1940    | M. Lagrange                                   | Droite       | |
| 1940                                     |         |                                               |              | Les conseils d'arrondissement ont été suspendus par la loi du 12 octobre 1940 et n'ont jamais été réactivés |
| Les données manquantes sont à compléter. |         |                                               |              | |